# Gertler Tibor
Gertler Tibor (Budapest, 1902. október 24. – Párizs/Malakoff, 1991.) magyar grafikus, festő. Gertler Viktor (1901–1969) filmrendező és Gertler Endre (1907–1998) hegedűművész testvére.

## Életpályája
Szülei: Gertler Adolf és Berger Friderika voltak. 1922–1926 között a Magyar Képzőművészeti Főiskola hallgatója volt, ahol Benkhard Ágost tanította. Tanulmányai befejezése előtt külföldre ment. Belgiumban, majd 1927-ben Franciaországban, Párizsban telepedett le. 1930-ban volt első egyéni kiállítása. 1936-ban Ámos Imrével, Anna Margittal és Theodor Heinével az Ernst Múzeumban állított ki. A német megszállás alatt Lyonban élt, és az ellenállási mozgalom helyi csoportjában tevékenykedett. 1942-ben a lyoni Galerie Solutionban volt kiállítása. 1951-ben New Yorkban, a Delius Gallery kiállításán szerepelt. 1953-ban a párizsi Galerie Breteau-ban rajzaiból rendezett kiállítást. Az 1960-as évektől elsősorban grafikákat készített. 1966-ban kiállítása nyílt grafikáiból a párizsi Magyar Házban. 1969-ben a Kulturális Kapcsolatok Intézetében állított ki. 1989-ben került sor életének utolsó egyéni kiállítására Párizsban.

### Munkássága
Brüsszelben és Párizsban festőiskolát tartott fenn egy időben. A posztimpresszionizmushoz közel álló stílusban dolgozott. Kedvelt technikája a litográfia és a tusrajz volt. Grafikai lapjain sokszor a természet kis részletét, pl.: patakpartot, növényzettel benőtt falrészletet ábrázolt. Stílusát a sűrű vonalakból felépített, kanyargó formák jellemezték. A belgiumi évek alatt megfestette James Ensor portréját, amely jelenleg az ostende-i Musée Ensorban található. Iskolákban rajzot tanított, emellett fogyatékos gyerekek művészeti oktatásával is foglalkozott. Rendszeres résztvevője volt a Salon des Indépendants-nak. Öt éven át volt tagja a Párizs város esztétikai védelmével foglalkozó bizottságnak. Szívesen készített egyszerű, vonalas aktrajzokat. A Bibliothêque Royale de Belgique, a budapesti Szépművészeti Múzeum és a párizsi Musée national d’Art moderne rendelkezik műveivel.

## Kiállításai

### Egyéni
- 1928, 1953, 1966 Budapest
- 1953, 1966 Párizs

### Válogatott, csoportos
- 1982 Budapest

## Díjai
- Francia Nemzeti Érdemrend (1967)
- a monte-carlói International d’Art Contemporain nagydíja (1976)
- Akadémiai Pálmarend Lovagja